# ザンジバルの歴史

タンザニア連合共和国に於けるザンジバルの位置図。インド洋に浮かぶザンジバル諸島はウングジャ島（狭義のザンジバル）とペンバ島の二島を中心とする諸島からなり、19世紀以後スワヒリ文明の中心地として栄えた。

ザンジバルの歴史（ザンジバルのれきし）では、ザンジバルの歴史について述べる。11世紀から13世紀にかけて形成されたイスラーム系スワヒリ文明の周縁部であったザンジバルは、16世紀のポルトガルの征服と17世紀末のオマーンによる征服を経て、19世紀前半のオマーンのサイイド・サイード王による王宮ストーン・タウンの建設以後、19世紀インド洋西部の覇権をイギリスと争ったオマーン帝国の中心として栄えた。象牙、クローヴ、奴隷などの貿易によって繁栄したザンジバルのイスラーム商人は、1870年代より奴隷を求めて東アフリカ内陸部のタンガニーカ湖にまで進出し、同地域のスワヒリ語化の契機を形成するなどアフリカ大陸にも強い影響力を保ったが、19世紀末のヨーロッパ列強によるアフリカ分割の文脈の中で1890年にザンジバル王国はイギリスの保護国となり、1896年のイギリス＝ザンジバル戦争の敗北によってイギリスによる直接統治が決定付けられた。20世紀に入るとアラブ系住民の主導で民族解放運動が進み、1963年12月10日にブーサイード家の国王を戴くザンジバル王国として独立を遂げたが、独立直後の翌1964年1月12日に勃発したザンジバル革命によって君主制は廃止され、ザンジバル人民共和国が成立した後、大陸部のタンガニーカと合併して同1964年4月にタンザニア連合共和国が成立した。以後、ザンジバルは大陸部のタンガニーカから強い自治権を確保したザンジバル革命政府によって統治されている。

## 初期スワヒリ文明

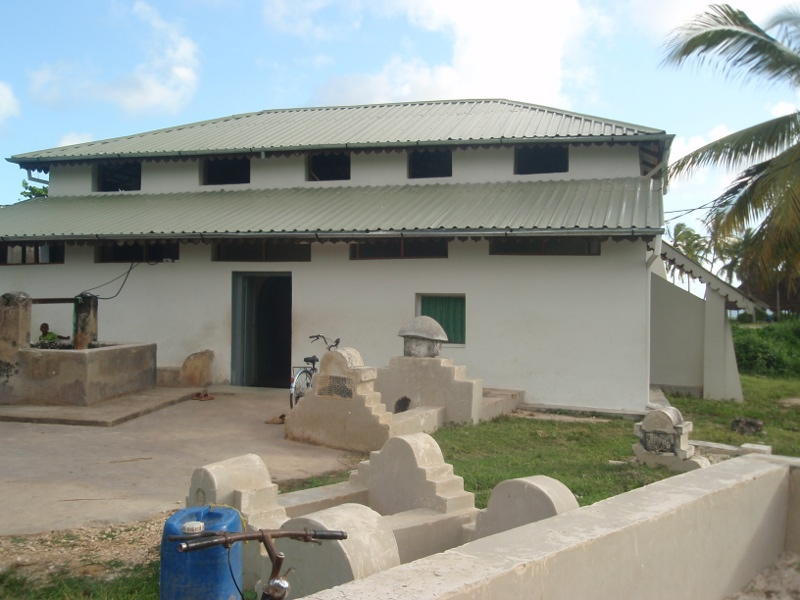
キジムカジに現存するザンジバル最古のディンバニ・モスクの外観。1107年に造営されたと伝えられている。

ザンジバル、及びスワヒリ文明の前史たる東アフリカ沿岸部とインド洋交易の関係については、紀元1世紀から2世紀にかけてギリシャ人によって著された『エリュトゥラー海案内記』にその嚆矢が見られる。同書には東アフリカ沿岸部は「アザニアー」と呼び表され、アザニアーに存在した港町ラプタは、当時「ヒッパロスの風」と呼ばれた季節風（モンスーン）を用いてアラビア半島のムーザの町と象牙、犀角などの交易を行っていたとの記録が存在する。
8世紀から10世紀にかけてペルシア湾のシーラーフやバスラ、オマーンのスハールなどの港市を拠点にしたペルシア人やアラブ人のイスラーム商人が、ダウ船を用いた中国の唐朝と西アジアのアッバース朝を結ぶ「海の道」の交易を盛んにするに連れ、次第に東アフリカ沿岸部にもイスラーム商人の移住が進んだ。8世紀後半にはパテ島（現在のケニア）にイスラーム教のモスクが造営されていたことが遺跡調査から明らかになっており、キジムカジに現存するザンジバル最古のディンバニ・モスクは1107年に造営されたと伝えられている。東アフリカに伝えられたイスラームは既にムスリムであったペルシア人、アラブ人のみの宗旨とはならず、イスラーム商人の来航以前から居住していたバントゥー系の人々も、イスラームの洗練された文明の魅力や、イスラーム商人から奴隷にされることへの恐怖、インド洋交易への参入の利などの理由を背景に徐々にイスラームへの改宗を進めた。このようにして東アフリカ沿岸部へと移住したペルシア人、アラブ人のムスリムとイスラーム化したバントゥー系の人々は、11世紀から13世紀にかけて徐々に沿岸部の諸都市内部でスワヒリ語やイスラーム文化を紐帯に一体化し、スワヒリ化した人々による諸都市にはキルワ王国のような階層化された諸王国が成立した。当時のスワヒリ諸都市について、14世紀にはモロッコ出身のイブン・バットゥータがモガディシュ（現在のソマリアの首都）を訪れた紀行を『旅行記』に残し、15世紀には明朝の鄭和が率いた大艦隊の一部がマリンディ（現在のケニア）を訪れた記録が残っている。

## ポルトガル人の征服

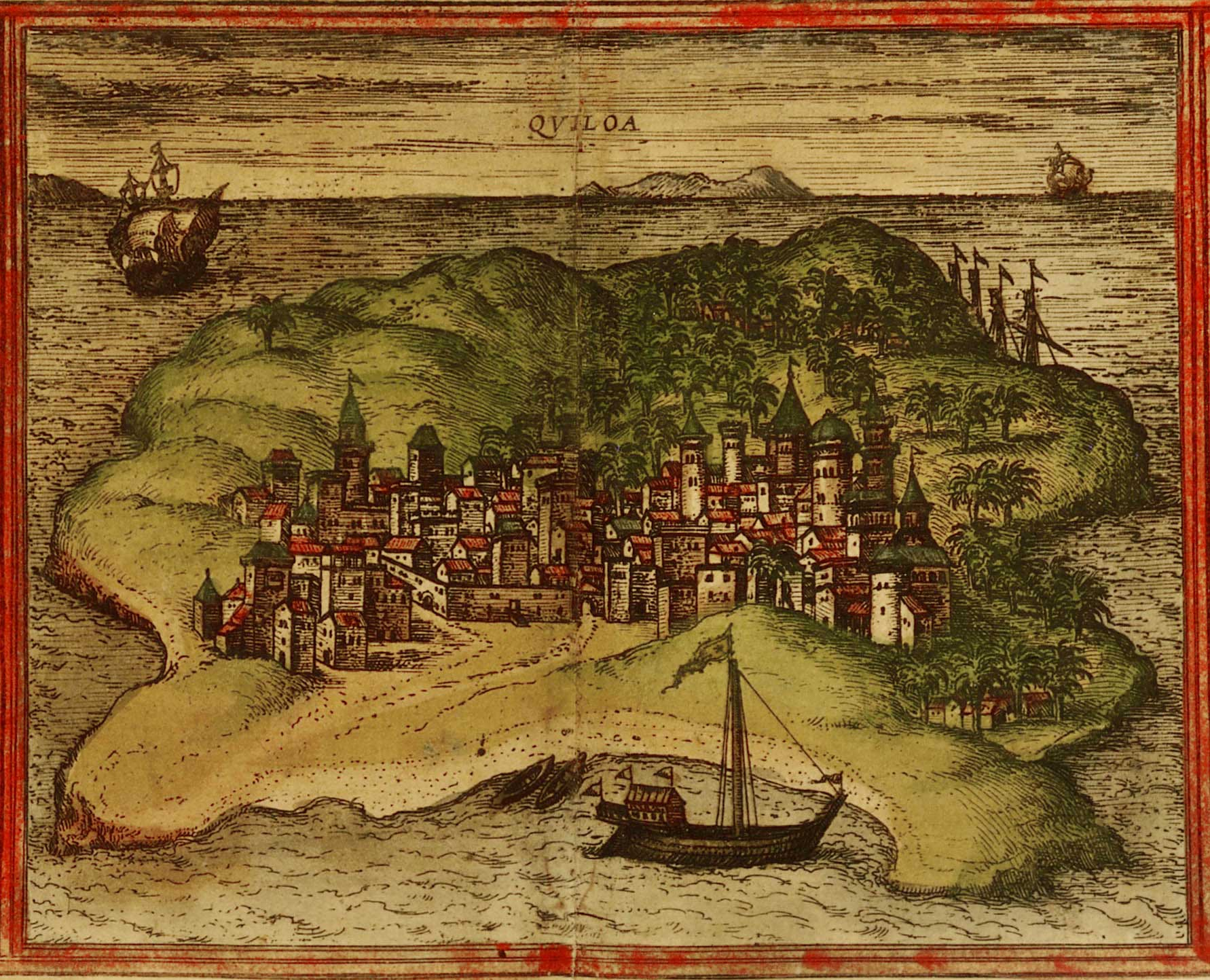
ポルトガル統治下のキルワを描いた1572年の絵画。

1497年11月22日にポルトガルの航海者ヴァスコ・ダ・ガマがアフリカ大陸南端部の喜望峰を超え、翌1498年にインド洋に入ると、ダ・ガマ率いる艦隊は同年3月22日にモザンビーク島に、4月10日にモンバサに、4月13日にマリンディに入港した。ここにスワヒリ世界、及びその先に広がるアジアと西欧キリスト教文明の最前衛としてのアヴィス朝ポルトガル王国の接触が始まったのである。ダ・ガマ率いる艦隊はマリンディを拠点にインドを目指し、5月28日にカリカットの国王に会見した後、帰路マリンディ、ザンジバル、モザンビークを経て1499年9月にポルトガルの首都リスボンに帰投した。このヴァスコ・ダ・ガマの第一次航海の後、隣国スペインと共に大航海時代の主導者となったポルトガルはトルデシリャス条約（1494年）の世界分割協定に基づいてヨーロッパによるアフリカ、アジア進出の尖兵となり、インド洋交易に参入するため艦隊を派遣した。1502年2月10日に再びポルトガルから第二次航海に出帆したダ・ガマの艦隊は7月12日にキルワを訪れた後、カリカットの国王と対立しながらもインドのコチン、カナノールにポルトガル商館を建設し、ヨーロッパによるアジアの植民地化の先鞭をつけた。1505年に国王マヌエル1世によってインド総督に任命されたフランシスコ・デ・アルメイダは同年3月25日にリスボンを出帆した後、キルワ王国を征服して同国をポルトガルに服属させ、さらにモンバサを略奪した後にインドに向い、グジャラート・スルターン朝との抗争で息子のロウレンソを喪った後、1509年2月にディウ沖海戦でポルトガルのインド洋征服に対抗しようとしたマムルーク朝とディウ、カリカットのイスラーム連合艦隊を破ってインド洋の制海権を確立した。デ・アルメイダの後に総督に任命されポルトガル艦隊を率いたアフォンソ・デ・アルブケルケは、1510年にゴアを占領してポルトガル領インドを確立した後、1511年に東南アジアのマラッカを、1515年にイランのホルムズ島を征服し、ポルトガル海上帝国の礎を築き上げた。この過程でマリンディ、キルワ、ザンジバル、ブラワなどの殆どのスワヒリ諸都市がポルトガルの支配を受け容れた中、ただモンバサだけはポルトガルへの抵抗を続け新興のオスマン帝国の救援を得ようとしたものの、1592年にオスマン帝国の東アフリカ進出を恐れたポルトガルによってモンバサも征服された。
しかしながら征服されたスワヒリの人々の反ポルトガル感情の高まりは抑えられず、1631年にモンバサの住民が蜂起するとペンバ島、パテ島などの他のスワヒリ諸都市がこれに呼応し、1698年にスワヒリの人々の救援要請を受けたアラビア半島のオマーン帝国がポルトガル海軍を破ったことによってポルトガルは南方のモザンビークまで撤退し、以後ザンジバルを含むスワヒリ諸都市は新興のオマーンの統治下に置かれたのであった。

## オマーン帝国とザンジバル・スルターン国（1698年 - 1890年）

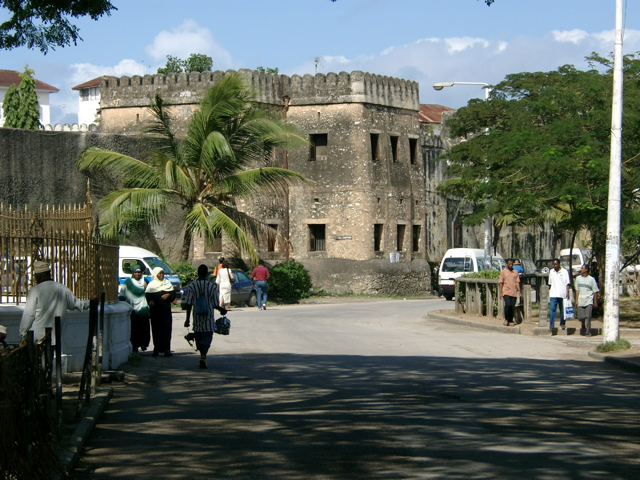
1698年にザンジバルに建設された要塞。

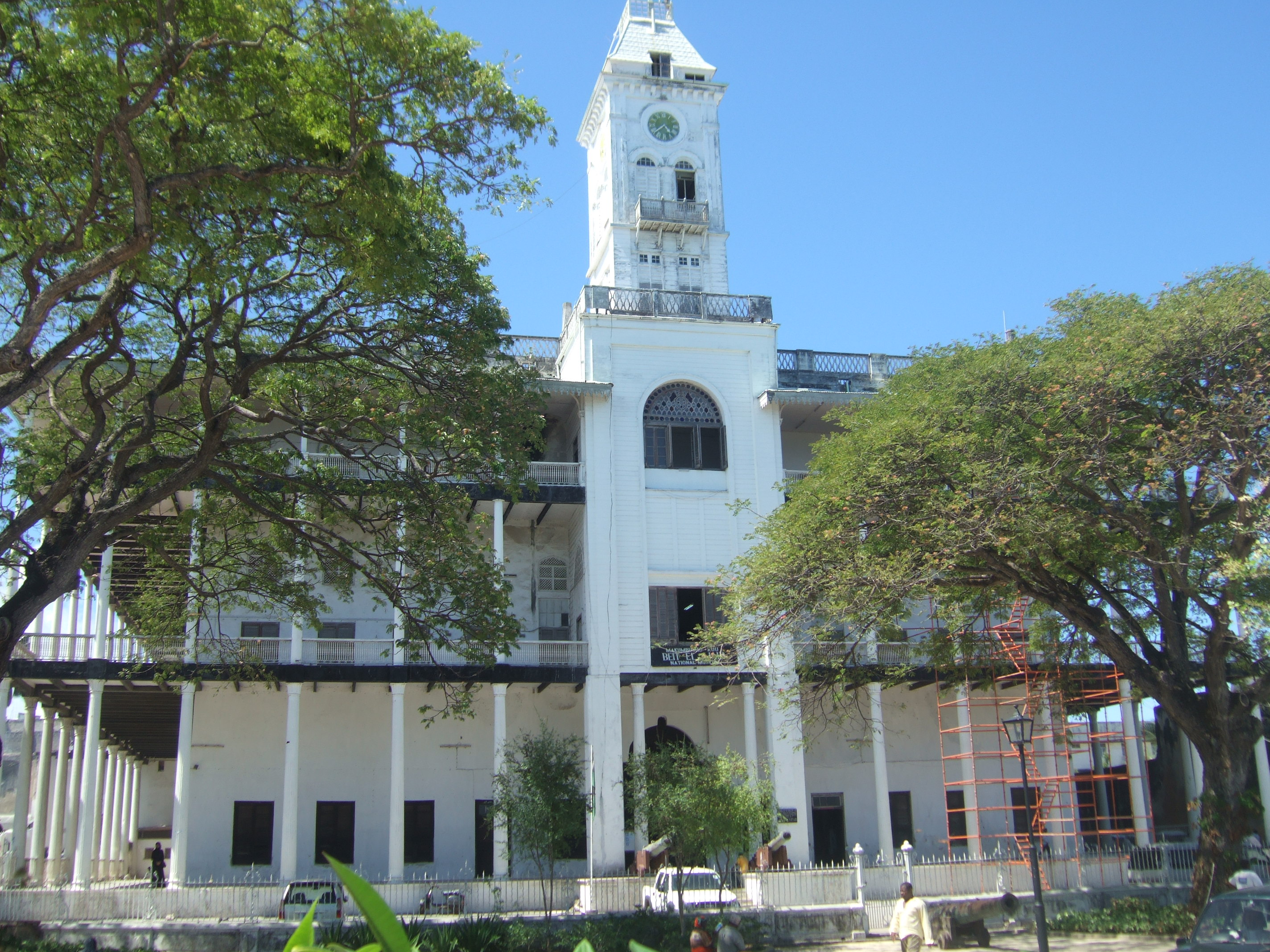
ストーン・タウンに所在するザンジバル・スルターン国のスルターンの王宮。

1698年にポルトガルに替わってアラビア半島のオマーンがスワヒリ海岸に覇権を確立した後、当初オマーンはアラブ人の総督を派遣して東アフリカを経営していたが、ナポレオン戦争によるヨーロッパの政情不安の最中の1804年/1806年にオマーン国王に即位したブーサイード朝のサイイド・サイード王の時代に情況が変わった。サイイド・サイード王は、西欧列強にとっての中立国としてのオマーンの立場を活用しながら東アフリカに土着化していたオマーン系有力者のマズルイ家を服属させて東アフリカ経営に乗り出し、更に1832年にそれまでのオマーンの首都マスカットに加えて新たにザンジバルに王宮ストーン・タウンを建設し、ザンジバル港をインド洋貿易の鍵とした。新王宮建設後のサイイド・サイード王はザンジバルを拠点に、北は現在のソマリアのモガディシュから南は現在のモザンビーク北端までの東アフリカ沿岸一帯、及びオマーン本土に加えて現在のパキスタンの一部をも支配する海上帝国を築き上げたのである。また、サイイド・サイード王は外交関係の樹立にも力を入れ、1833年にアメリカ合衆国と修好通商条約を結んだのに続いて1839年にはイギリスと、1844年にはフランスと同様の通商条約を結び、特にペルシア湾に利害を有していたイギリス東インド会社との協調を軸にした外交を進めた。なお、この1833年にアメリカ合衆国と結ばれた通商条約はアメリカ商人にカピチュレーションを認める不平等条約であり、この条約によってアメリカ商人は治外法権を保障された。サイイド・サイード王は自ら商人として貿易にも携わり、オマーン最大の貿易相手だったイギリス領インドに次いで、アメリカ合衆国は第二の貿易相手となり、フランス、ドイツ、西アフリカ、アラビア半島などが以下に続いた。ザンジバルはアメリカ綿、銃、弾薬、ビーズなどを欧米諸国から輸入する一方で、象牙やコーパルをアメリカ合衆国に、クローヴや奴隷をイギリス領インドのムンドゥラーに輸出した。1837年にサイード王が導入した関税制度は、関税徴収請負を商人に委託するという形式を採ったため、関税請負権を入札で入手したインドのムンドゥラー出身のジェイラム・シヴジが関税徴収請負人に就任した後、1850年代以後は関税徴収請負権を世襲したシヴジ一族が王室財政に影響力を持つほどの力を付け、また、シヴジ一族の力もあって1870年代の時点で2,400人を数えるほどにインド人のザンジバル移住が進んだ。

サイイド・サイード王在位中の19世紀半ばに於けるオマーン帝国の勢力範囲図。19世紀前半のザンジバルはこの広大な海上帝国の中心だった。

商人王サイイド・サイードの統治下でインド洋と東アフリカの貿易拠点として栄えた19世紀のザンジバルは、「ウスタアラブ」と呼ばれる東アフリカ沿岸部のイスラーム化、アラブ化の中心地となった。

このようにして19世紀のザンジバルを中心に成立した海上帝国では、とりわけ奴隷貿易が大きな役割を果たした。19世紀初頭にフランスがインド洋の植民地モーリシャス島に開拓したサトウキビのプランテーションで働かせるための奴隷を必要としたことによってスワヒリ地域での奴隷の需要が高まると、1815年にフランスが植民地内での奴隷貿易を禁止した後も、ザンジバルを拠点にしたアラブ人やスワヒリ人のイスラーム商人は、キャラバンを率いてアフリカ大陸内陸部から非ムスリムの黒人を奴隷にしてザンジバルの市場まで連行し、インドやアラビア半島へ輸出したのである。1873年にイギリスの圧力によって奴隷貿易が禁じられた後も奴隷制そのものは維持され、19世紀ザンジバルの輸出商品として経済を支えたクローヴ生産や、マリンディ、モンバサに於ける穀物生産には終始労働力として奴隷が用いられたのであった。
1856年にサイイド・サイード王が死去すると、王位継承争いに介入したイギリスの采配によって、サイード王が築き上げたオマーン帝国は東アフリカ沿岸のザンジバルとアラビア半島のオマーン本土が別々のスルターンを戴く決着が図られた。以後ザンジバル・スルターン国は、王宮のストーンタウンが所在するザンジバル市を首都にブーサイード家のスルターンを戴く独立国となった。こうしてサイイド・サイード王の死後、オマーンのスルターンにはサイイド・イェイニーが、ザンジバルのスルターンにはサイイド・マージドが即位した。
マージド王の後、1870年にマージドの弟のバルガッシュ・ビン・サイードがザンジバルの新たなスルターンに即位した。バルガッシュ王治下のザンジバルはアラブ系ムスリムの奴隷商人ティップー・ティプが東アフリカ大陸部に奴隷を求めて進出し、タンガニーカ湖やコンゴ川（現在のコンゴ民主共和国東部）に至るまでの地域にザンジバル王の権威を及ぼした。一方、内陸部に於いては、1870年代中にニャムウェジ人のウリャンフル首長国のミランボ首長はルガルガと呼ばれる軍団を率いてザンジバル領のタボラを攻略し、ザンジバル王の派遣した総督（リワリ）を内陸部から追放して奴隷貿易に対して一定の制限を設けたが、他方でミランボ首長はティップー・ティプと手を結んでの奴隷貿易に携わった。1880年代に入ると、ベルギーがタンガニーカ湖の西岸にドイツ帝国がタンガニーカ湖の東岸に勢力を伸ばした。バルガッシュ王は、ヨーロッパ諸国の意向を受けてアフリカ分割の尖兵として活動していた探検家や商人に対抗するためにティップー・ティプを重用する構えを見せたものの、ドイツ帝国の宰相ビスマルクによって1884年から1885年にかけて開催されたベルリン会議 (アフリカ分割)の後、ドイツ帝国はザンジバル島対岸のアフリカ大陸部（タンガニーカ）を保護領だと宣言してダルエスサラーム港の割譲をバルガッシュ王に要求し、バルガッシュ王が仲介を期待していたイギリスがザンジバルを見捨てた結果、1886年1月にイギリスとドイツによってザンジバル領土画定委員会が設置され、この委員会によってザンジバルの国境線が確定された代わりに、ザンジバルはアフリカ大陸内陸部を全面的に喪失した。この後1888年にイギリスはモンバサ港をザンジバルから租借し、1890年にイギリスとドイツとの間に結ばれたヘルゴランド＝ザンジバル条約によってザンジバルはイギリスの保護国となった。こうして19世紀にインド洋貿易の中心地として栄えたザンジバルは、これ以後イギリス帝国の経済圏の周縁部となり、1896年のスルターン位継承問題に干渉したイギリス＝ザンジバル戦争によって親英的なハムード王を即位させた後は保護国化当初の内政不干渉の原則も反故にされ、イギリス主導での行政が進んだ。このイギリス＝ザンジバル戦争の2年前に当たる1894年に、明治時代の日本から最初のからゆきさん（娘子軍）がザンジバル島に渡っている。

## イギリス保護国時代（1890年 - 1963年）
ザンジバルを保護国としたイギリスは、ザンジバルの住民を分割統治する政策を打ち出し、住民をアラブ人、インド人、アフリカ人に分類した後、官吏にアラブ人を、商業、金融業にインド人を、肉体労働にアフリカ人を割り当てた。この分割統治の影響もあって20世紀前半の1920年代から1940年代にかけての人口統計では、それまでスワヒリ人を名乗っていた人々が、アラブ人やペンバ人などを名乗り、人種、部族の帰属を変更する事態が生じた。1950年代に入るとアラブ協会主導で民族解放運動が進み、1961年の総選挙を制したアラブ系のザンジバル・ナショナリスト党によって1963年12月10日にザンジバル王国は独立を達成した。

## 独立とザンジバル革命（1963年 - 1964年）
こうして1963年12月10日にアラブ系住民の主導によって、ブーサイード家の国王を戴くザンジバル王国は独立を達成したが、独立直後からイギリス統治下で強化されたアラブ系住民とアフリカ系住民の対立は止まず、翌1964年1月12日にアフリカ系住民の主導でザンジバル革命が勃発し、王族やインド系の商人は亡命を選び、5,000人から8,000人に及ぶアラブ系の人々が虐殺された後にザンジバル人民共和国が成立した。

## タンザニア連合共和国へ（1964年 - ）

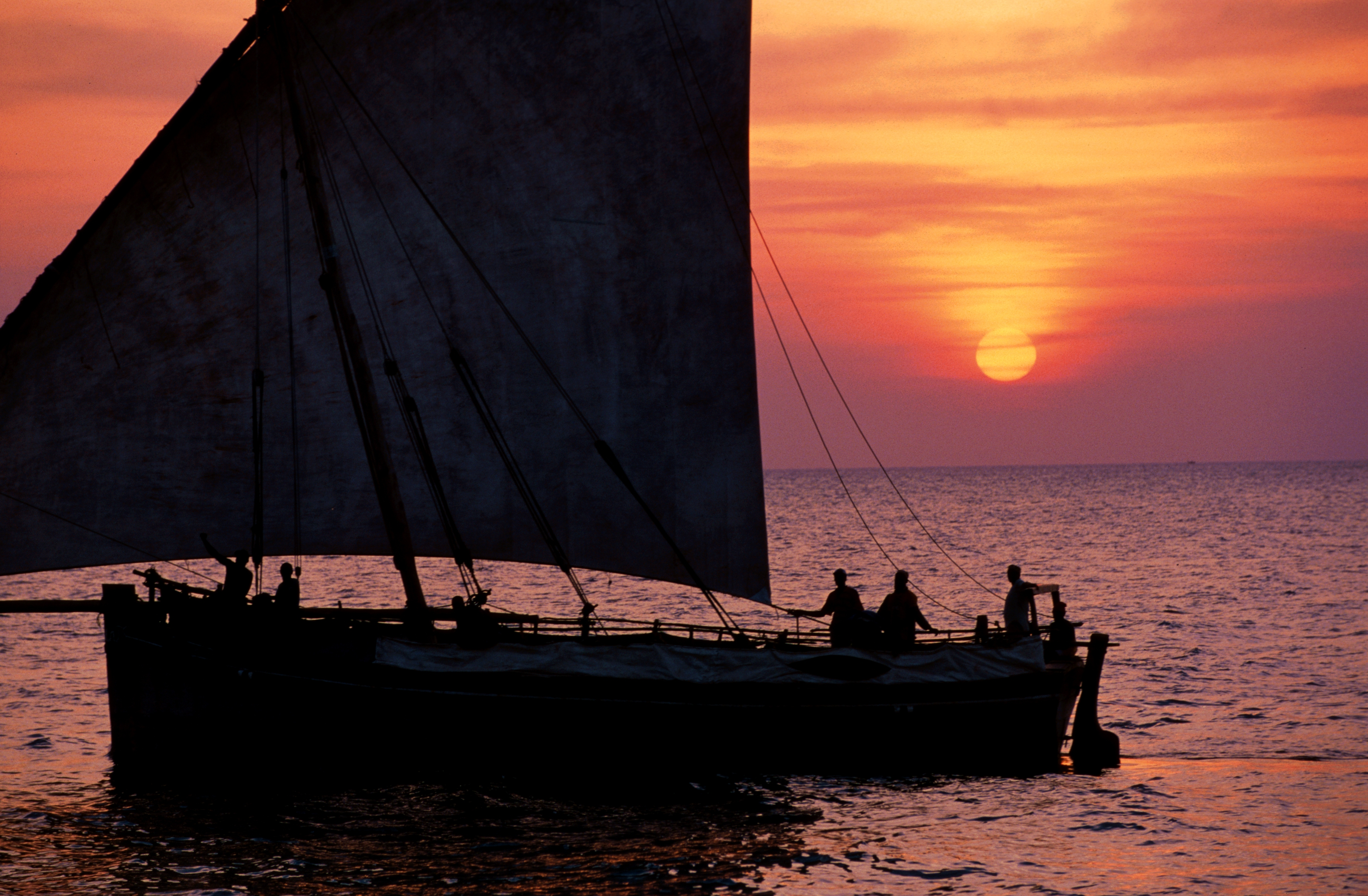
ザンジバル、及びスワヒリ文明を支えたダウ船は現在も人々の生活を支えている。

ザンジバル革命によって1964年に成立したザンジバル人民共和国は中華人民共和国、ドイツ民主共和国、ソビエト連邦などの東側諸国によって承認されたが、東側諸国との結びつきを強めようとする急進派から主導権を握ったアフロ・シラジ党のアベイド・カルメ大統領は、穏健政策として大陸部のタンガニーカとの連合を選び、タンガニーカのジュリウス・ニエレレ大統領もカルメ大統領の動きを支持したため、西側諸国の支持の下で両国は1964年4月に統一し、タンザニア連合共和国が成立した。
タンザニア連合共和国成立後も、ザンジバルは大陸部のタンガニーカから強い自治権を確保したザンジバル革命政府によって統治され、アベイド・カルメ率いるアフロ・シラジ党による一党制が敷かれたが、1972年にカルメが暗殺された後、1977年にアフロ・シラジ党はタンガニーカのタンガニーカ・アフリカ民族同盟と合併してタンザニア革命党（CCM）が成立した。また、イギリス保護領時代から続くアフリカ系とアラブ系の対立は止まず、アラブ系の立場からアフリカ色の強いタンザニア革命党を支持しなかったペンバ島の人々は冷遇された。1970年代から1980年代にかけてのタンザニアの経済政策の失敗の中でザンジバルも衰退しつつあったが、1980年代の経済の自由化、1990年代の政治の民主化を経て2000年にストーンタウンが国際連合教育科学文化機関（UNESCO）の世界遺産に登録されると、スワヒリ都市の街並みや白い砂浜の魅力によりザンジバルはヨーロッパ諸国からの観光客を集めるようになった。

## 脚註

### 註釈
1. ↑  シラジ・モスクとも呼ばれる。
2. ↑  イスラームの聖典『コーラン』ではムスリムを奴隷にすることは赦されていない[4]。
3. ↑  東アフリカでは「メリケニ」と呼ばれた。
4. ↑  クローヴは1818年頃にアラブ商人によってザンジバルに導入され、サイイド・サイード王が主導権を握ってザンジバル島（ウングジャ島)内やペンバ島での生産を進め[24]、一時世界生産の9割がザンジバルで生産されていた[25]。
5. ↑  当時17歳だった後のクイーン (バンド)のボーカル、フレディ・マーキュリーも亡命を選んだ内の一人であった。